# مشاع 9 غز أباد (غرمسار كرمان)
مشاع 9 غز أباد (بالإنجليزية: Masha-ye 9 Gazabad)‏ هي منطقة سكنية تقع في إيران في قسم غرمسار الریفي. يقدر عدد سكانها بـ 181 نسمة .